# Прежень
Прежень, Прежені (рум. Prăjeni) — село у повіті Ботошані в Румунії. Входить до складу комуни Прежень.

## Географія
Село розташоване на відстані 348 км на північ від Бухареста, 37 км на південний схід від Ботошань, 58 км на північний захід від Ясс.

### Клімат
| Клімат Прежені          | Клімат Прежені | Клімат Прежені | Клімат Прежені | Клімат Прежені | Клімат Прежені | Клімат Прежені | Клімат Прежені | Клімат Прежені | Клімат Прежені | Клімат Прежені | Клімат Прежені | Клімат Прежені | Клімат Прежені |
| Показник                | Січ.           | Лют.           | Бер.           | Квіт.          | Трав.          | Черв.          | Лип.           | Серп.          | Вер.           | Жовт.          | Лист.          | Груд.          | Рік            |
| Середній максимум, °C   | −0,1           | 2,1            | 8,1            | 16,5           | 22,4           | 25,3           | 26,8           | 26,6           | 22,7           | 16,1           | 8,4            | 2,7            | 0,0            |
| Середня температура, °C | −3,7           | −1,8           | 3,0            | 10,3           | 16,1           | 19,2           | 20,5           | 19,9           | 15,9           | 10,0           | 4,3            | −0,6           | 9,4            |
| Середній мінімум, °C    | −6,9           | −4,8           | −0,8           | 5,2            | 10,4           | 13,7           | 15,0           | 14,3           | 10,7           | 5,5            | 1,1            | −3,4           | 5,0            |
| Днів з опадами          | 6              | 6              | 6              | 8              | 8              | 9              | 9              | 5              | 5              | 5              | 6              | 7              | 7              |
| ----------------------- | -------------- | -------------- | -------------- | -------------- | -------------- | -------------- | -------------- | -------------- | -------------- | -------------- | -------------- | -------------- | -------------- |
| Джерело: www.yr.no      |                |                |                |                |                |                |                |                |                |                |                |                |                |

## Населення
За даними перепису населення 2002 року у селі проживали 1169 осіб, усі — румуни. Усі жителі села рідною мовою назвали румунську.